# Balazé
Balazé est une commune française située dans le département d'Ille-et-Vilaine en région Bretagne, peuplée de 2 181 habitants.

## Géographie

### Situation
La commune se trouve en Haute-Bretagne, à 6 kilomètres au nord de la cité médiévale de Vitré, le long de la route départementale 798 qui mène à Fougères.
Elle fait partie de la couronne périurbaine de Vitré car une majeure partie des actifs vont travailler à Vitré.

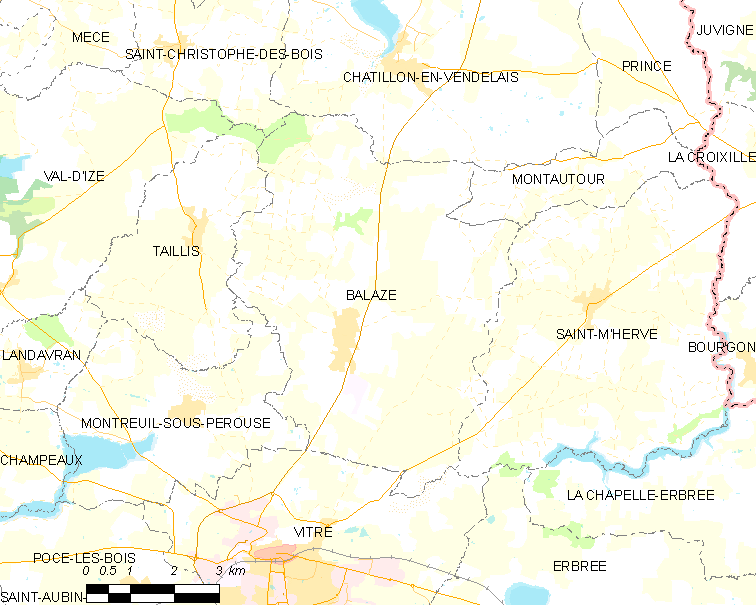
Carte de la commune de Balazé

| Saint-Christophe-des-Bois | Châtillon-en-Vendelais | Montautour    |
| Taillis                   | Balazé                 | Saint-M'Hervé |
| Montreuil-sous-Pérouse    | Vitré                  |               |

### Relief

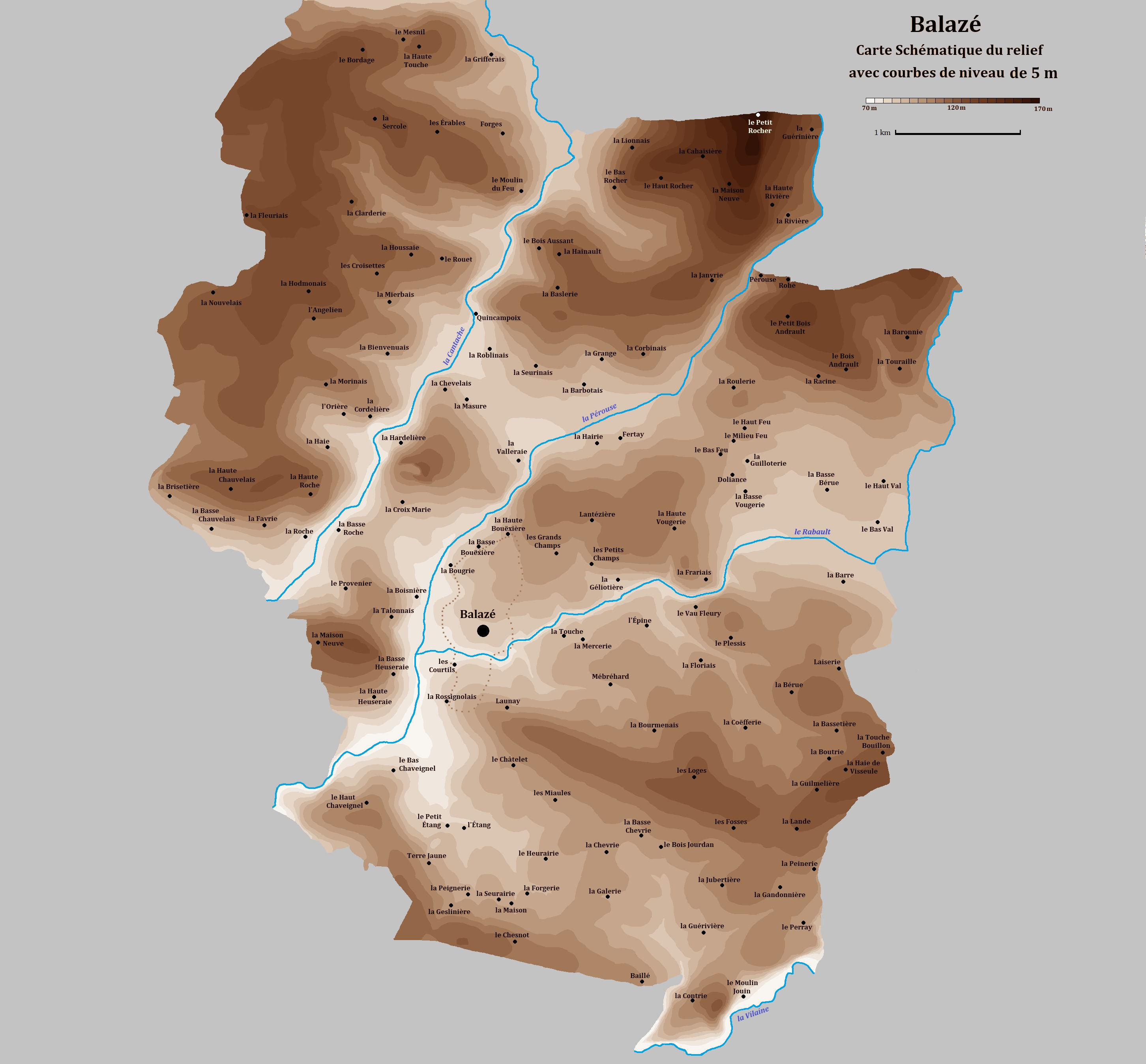
Relief avec lieux-dits de Balazé

La commune s'échelonne entre 169 mètres (au nord-est du territoire communal, au lieu-dit le Petit Rocher, en limite avec la commune de Châtillon en Vendelais) et 70 mètres d'altitude (à l'extrême sud du finage communal, sur les rives de la Vilaine, à la frontière avec Vitré), formant pour l'essentiel un plateau incliné vers le sud-ouest, mais séparé en plusieurs parties par les vallées des divers cours d'eau qui l'échancrent, et qui coulent tous du nord ou du nord-est vers le sud ou le sud-ouest.

### Géologie
Balazé se trouve à cheval sur la limite nord-est du bassin de Rennes : au contact du massif anticlinal granitique dit de Balazé, qui affleure dans la partie nord de la commune, les schistes briovériens, quartzites et grès armoricain ont été partiellement métamorphisés.

### Habitat
La commune présente un paysage traditionnel de bocage (très aéré désormais en raison du remembrement), avec un habitat dispersé en de nombreux écarts formés de hameaux et de fermes isolées.

### Transports et énergie
La commune est desservie par la ligne de bus n°13 Vitré à Fougères sur le réseau régional BreizhGo. Alors que certaines autres communes de Vitré Communauté bénéficient d'une liaison gratuite en transports en commun, Balazé et Châtillon-en-Vendelais bénéficient de transport à prix réduits sur cette même ligne, avec un prix croissant en fonction de la destination, notamment pour un arrêt à Dompierre-du-Chemin et Fougères.
Balazé dispose d'un parc éolien avec 3 éoliennes implantées entre les fermes de la Morinais et la Maudionnais, proche du bourg de Taillis.

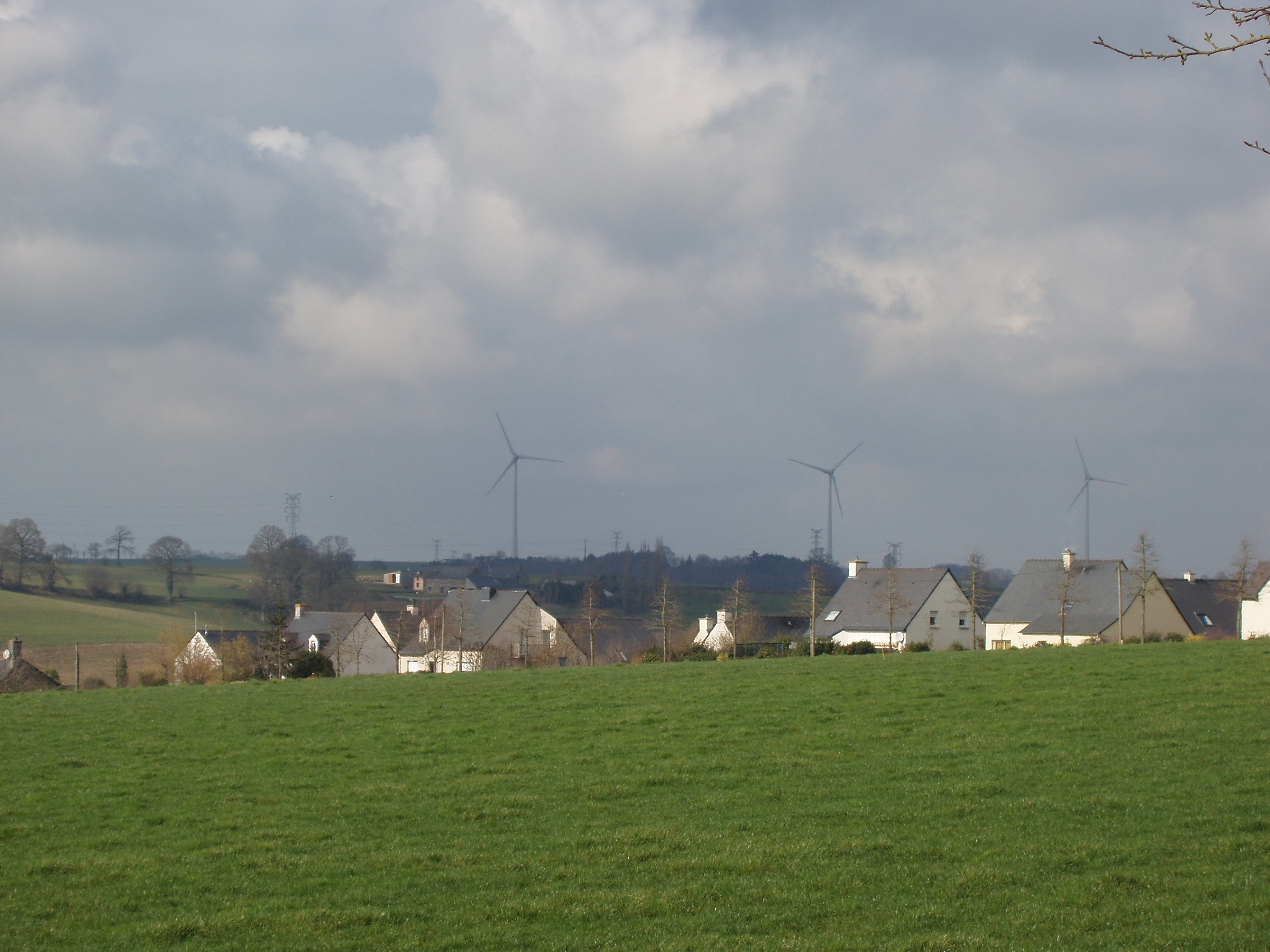
Le parc éolien de Balazé.

### Hydrographie
Pour un article plus général, voir Réseau hydrographique d'Ille-et-Vilaine.
La commune est située dans le bassin Loire-Bretagne. Elle est drainée par la Vilaine, la Cantache, la Pérouse, la Rabault, le ruisseau de la Bérue, le ruisseau de la Touche bouillon, le ruisseau de la Touraille, le ruisseau de l'Épillère et le ruisseau de Panloup,,.
Trois rivières, la Cantache, la Pérouse et le Rabault, coulent sur son territoire. La Cantache, elle-même affluent de rive droite de la Vilaine, provient de l'étang de Châtillon-en-Vendelais, traverse la partie nord du finage communal, avant de servir un moment de limite entre la commune de Balazé et celle de Taillis. Son affluent de rive gauche, la Pérouse, qui prend sa source à  Châtillon-en-Vendelais, est d'abord appelée le ruisseau de Landemoux avant de prendre le nom de Pérouse lorsque le cours d'eau pénètre sur le territoire de Balazé. C'est le village de Pérouse (qui signifie lieu pierreux) qui lui a donné son nom. Le ruisseau du Rabault, est quant à lui, un affluent de la Pérouse, lui-même formé par la confluence de plusieurs ruisseaux (ruisseau de la Touraille, ruisseau de la Maserie, ruisseau de la Touche Bouillon) qui proviennent de l'est, depuis la commune de Saint-M'Hervé. Le bourg, situé vers 90 mètres d'altitude, est situé dans la presqu'île de confluence formée par la Pérouse et le Rabault.
La Vilaine constitue une limite communale à l'extrême sud du territoire. D'une longueur de 218 km, elle prend sa source dans la commune de Juvigné et se jette  dans l'Océan Atlantique à Camoël, après avoir traversé 56 communes. 

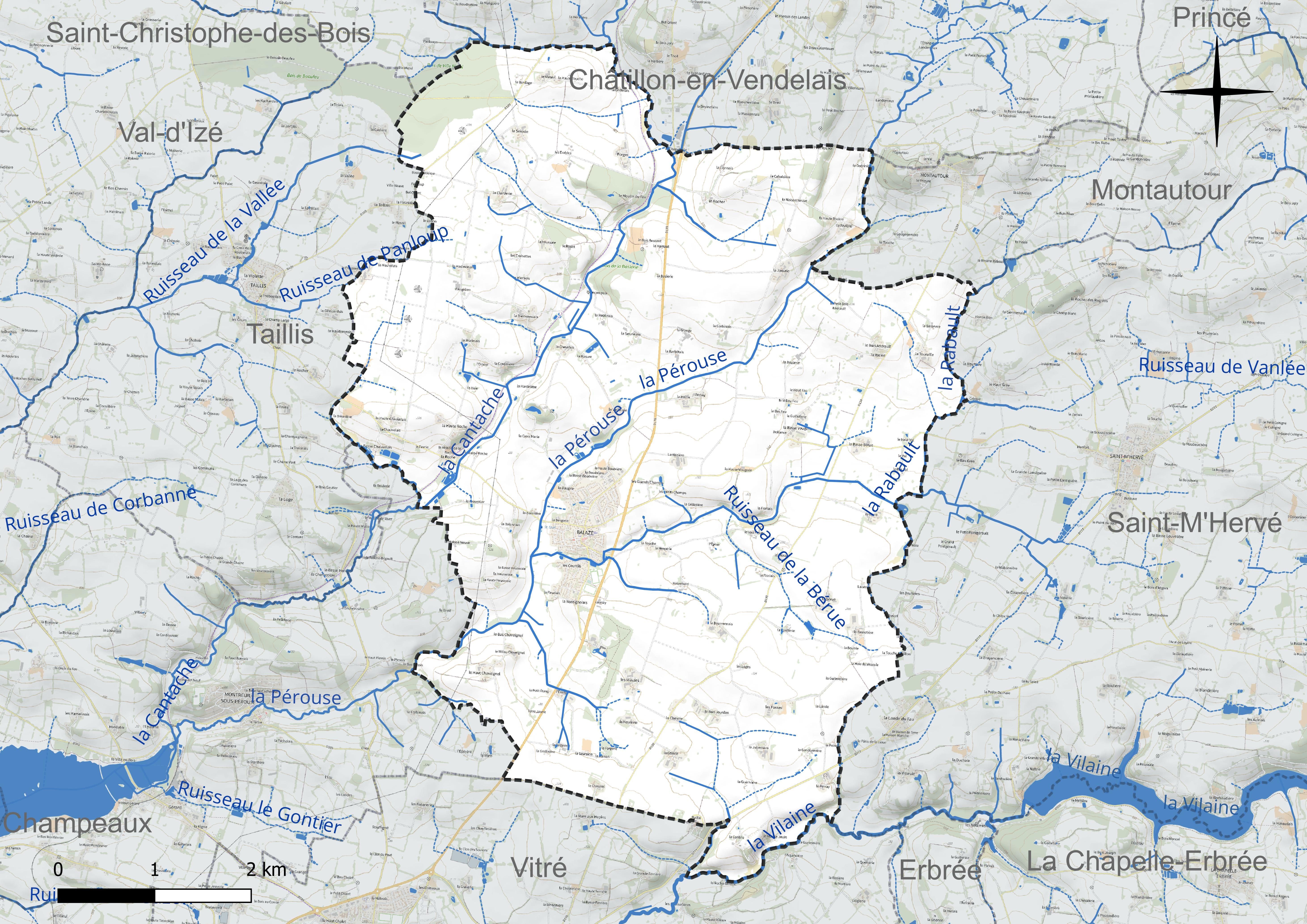
Réseau hydrographique de Balazé.

### Climat
Pour des articles plus généraux, voir Climat de la Bretagne et Climat d'Ille-et-Vilaine.
En 2010, le climat de la commune est de type climat océanique franc, selon une étude du CNRS s'appuyant sur une série de données couvrant la période 1971-2000. En 2020, Météo-France publie une typologie des climats de la France métropolitaine dans laquelle la commune est exposée à un climat océanique et est dans la région climatique  Bretagne orientale et méridionale, Pays nantais, Vendée, caractérisée par une faible pluviométrie en été et une bonne insolation. Parallèlement l'observatoire de l'environnement en Bretagne publie en 2020 un zonage climatique de la région Bretagne, s'appuyant sur des données de Météo-France de 2009. La commune est, selon ce zonage, dans la zone « Sud Est », avec des étés relativement chauds et ensoleillés.
Pour la période 1971-2000, la température annuelle moyenne est de 11,3 °C, avec une amplitude thermique annuelle de 13,2 °C. Le cumul annuel moyen de précipitations est de 808 mm, avec 13,1 jours de précipitations en janvier et 7,5 jours en juillet. Pour la période 1991-2020, la température moyenne annuelle observée sur la station météorologique la plus proche, située sur la commune de Launay-Villiers à 14 km à vol d'oiseau, est de 11,6 °C et le cumul annuel moyen de précipitations est de 862,6 mm,. Pour l'avenir, les paramètres climatiques de la commune estimés pour 2050 selon différents scénarios d'émission de gaz à effet de serre sont consultables sur un site dédié publié par Météo-France en novembre 2022.

## Urbanisme

### Typologie
Au 1er janvier 2024, Balazé est catégorisée bourg rural, selon la nouvelle grille communale de densité à sept niveaux définie par l'Insee en 2022.
Elle est située hors unité urbaine. Par ailleurs la commune fait partie de l'aire d'attraction de Vitré, dont elle est une commune de la couronne,. Cette aire, qui regroupe 30 communes, est catégorisée dans les aires de 50 000 à moins de 200 000 habitants,.

### Occupation des sols
L'occupation des sols de la commune, telle qu'elle ressort de la base de données européenne d'occupation biophysique des sols Corine Land Cover (CLC), est marquée par l'importance des territoires agricoles (94,9 % en 2018), une proportion sensiblement équivalente à celle de 1990 (95,5 %). La répartition détaillée en 2018 est la suivante : 
terres arables (52,5 %), prairies (25,6 %), zones agricoles hétérogènes (16,8 %), forêts (2,5 %), zones urbanisées (2 %), espaces verts artificialisés, non agricoles (0,7 %). L'évolution de l'occupation des sols de la commune et de ses infrastructures peut être observée sur les différentes représentations cartographiques du territoire : la carte de Cassini (XVIIIe siècle), la carte d'état-major (1820-1866) et les cartes ou photos aériennes de l'IGN pour la période actuelle (1950 à aujourd'hui).

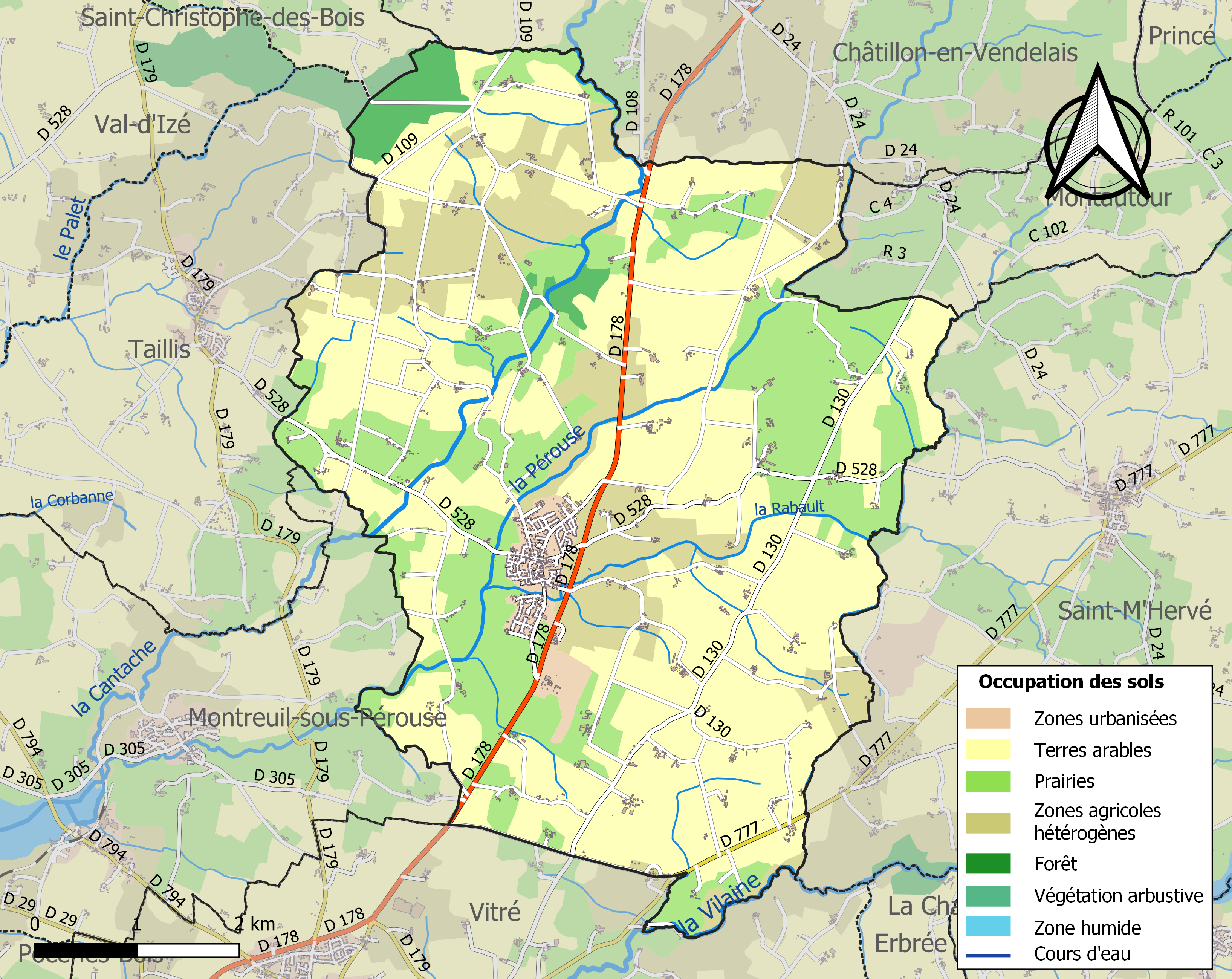
Carte des infrastructures et de l'occupation des sols de la commune en 2018 (CLC).

## Toponymie
Balazé vient du nom gallo-roman Ballatius. Les autres appellations ont été en 1116 Ecclesia de Balazé, Ecclesia de Balazeio au XIVe siècle, Balazeum au XVIe siècle et Balazé depuis 1594.
Le gentilé est Balazéen ou Balazien.

## Histoire

### Préhistoire
Paul Bézier indique la présence de trois menhirs, en grès armoricain, dont un couché, à deux kilomètres au nord du bourg, près de la ferme de la Mazure, mais cela est contesté, il pourrait s'agir de blocs parvenus là par éboulement naturel depuis un affleurement situé à 400 mètres plus au sud.

### Moyen Âge
L'église de Balazé appartient au commencement du XIIe siècle aux chanoines de la collégiale de Notre-Dame de Vitré. Mais lorsqu'en 1116 Marbode, évêque de Rennes, souhaite supprimer cette collégiale et donne Notre-Dame de Vitré à l'abbaye de Saint-Melaine de Rennes, Balazé suit le sort de Notre-Dame et devient ainsi la propriété des Bénédictins de Saint-Melaine. Le seigneur de Vitré approuve ce changement et assure solennellement aux moines la possession de l'église de Balazé et de la partie du bourg qui en dépend, « ecclesia de Balaze cum sua parte burgi ». En 1170, Étienne, évêque de Rennes, en 1185 le pape Luce III, et en 1213 Pierre, autre évêque de Rennes, confirment successivement l'abbé de Saint-Melaine dans la jouissance de l'église de Balazé (cartulaire de l'abbaye de Saint-Melaine).
Par suite de cette donation, les religieux de Notre-Dame de Vitré lèvent les deux tiers des dîmes de la paroisse de Balazé, recueillent les prémices et les oblations faites à l'église, et construisent au bourg une grange pour ramasser leurs dîmes. Mais ils perdent peu à peu leur influence dans cette paroisse, où ils ne possèdent presque plus rien au XVIIIe siècle. Ils ont même à lutter parfois avec l'évêque de Rennes pour conserver leur droit de présentation au bénéfice de la cure de Balazé, droit provenant de la donation qu'on leur avait faite de l'église paroissiale.
Une motte féodale existait au lieu-dit « la Berrue ». La famille de La Bouëxière fut la première seigneurie connue de la paroisse (elle disposait du droit de haute justice) ; en 1200, elle appartenait à Olivier, chevalier, seigneur de la Bouëxière et de Balazé et vers le milieu du XVIe siècle à Jean de la Bouëxière, qui fut échanson du roi Henri II ; cette famille possédait droit d'inhumation, d'enfeu et d'armoiries entre autres dans la chapelle de la Sainte-Vierge au sein de l'église paroissiale. Le manoir de la Basse-Bouëxière fut pillé en 1589 par René de Grézille, seigneur de La Tremblaye, qui fit prisonnier Jacques du Bois-Glé, alors seigneur de la Bouëxière.
La réformation de la noblesse de Bretagne faite en 1513 indique qu'en 1427 Pierre de la Corbinaye, fils aîné et héritier de Guillaume de la Corbinaye, écuyer, possédait alors les terres nobles de la Corbinaye et de la Haynault dans la paroisse de Balazé.

### Époque moderne
L'église paroissiale Saint-Martin, dédiée à saint Martin, fut construite au XVIe siècle et a conservé des fragments de ses vitraux d'origine, ainsi que le baptistère et l'autel armorié aux armes des Hay (alors seigneurs prééminenciers) et des Bourgon ; le retable du maître-autel semble dater du XVIIe siècle, ainsi que celui de la chapelle sud du chœur, qui s'inspire des retables lavallois, mais est en bois. Jean Belin, recteur de Balazé, fit construire la chapelle Sainte-Anne en 1634. L'église a aussi conservé son porche, ou chapitret, sous lequel se tenaient notamment les réunions du général de la paroisse. Un grand nombre de recteurs de Balazé furent en même temps doyens de Vitré. Cependant rien ne prouve que cette dignité décanale fût unie à la rectorerie de Balazé ; deux choses semblent même contraires à ce sentiment : la présentation ordinaire du bénéfice de Balazé par l'abbé de Saint-Melaine, et la certitude que plusieurs doyens de Vitré ne furent point recteurs de Balazé. En 1790, le recteur de Balazé jouit des deux tiers des grosses et menues dîmes — des dîmes novales —, du presbytère, avec un jardin et un petit pré ; le tout estimé par René Le Marié, recteur d'alors, valoir 4 500 livres de rente. À la même époque, la fabrique jouit de 182 livres 16 sols de rente. Amédée Guillotin de Corson fournit la liste de tous les recteurs de Balazé depuis la fin du XIIIe siècle jusqu'à la fin du XIXe siècle.
Deux confréries au moins existaient à Balazé : la confrérie du Saint-Sacrement, mentionnée en 1650, et la confrérie de Sainte-Barbe, qui existait encore en 1790. Balazé possédait alors plusieurs chapelles : la chapelle Saint-Laurent des Rougerayes (son autel fut reconstruit en 1676), la chapelle Saint-Michel (connue aussi sous le nom de chapelle Saint-Eutrope du Vaufleury, car elle avait été fondée par les seigneurs du Vaufleury, mais appartenant au XVIIIe siècle aux seigneurs du Chastelet), la chapelle du Chastelet, la chapelle Notre-Dame et Saint-Joseph de la Contrie (bâtie en 1763 par Joseph Nouail, sieur de la Contrie et recteur d'Argentré), la chapelle de la Bouëxière, la chapelle de la Corbinaye.
Un aveu du 4 juillet 1628 indique que la dame Bizeul, propriétaire du lieu noble du Bois-Aussant, paroisse de Balazé « a droit de pesche dans ladite rivière de Châtillon et droit de communs ès landes du Clairay, du Rocher et autres communs adjacents audit lieu ». Un autre aveu datant du 21 novembre 1742 indique que tous les roturiers de la paroisse devaient le droit de guet et garde au baron de Vitré.

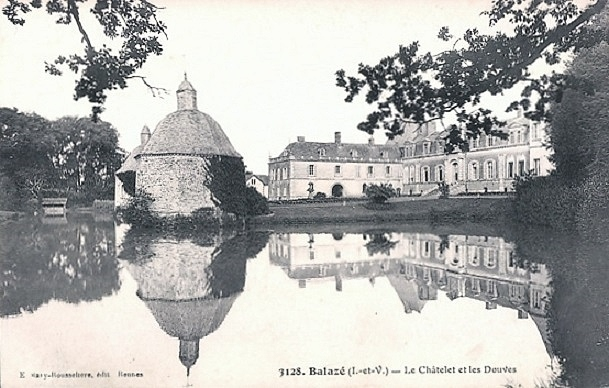
Le château du Châtelet et ses douves vers 1910 (carte postale d'Edmond Mary-Rousselière).

La seigneurie de la Bouëxière seigneurie au XVIIe siècle propriété des seigneurs du Chastelet, lesquels disposaient de la chapelle Saint-Jean au sein de l'église paroissiale et avaient droit d'enfeus, bancs et écussons devant le maître-autel. Le Châtelet est possédé par la famille de Sévigné en 1355, passa ensuite aux mains des Bourgon, puis à la famille Hay en raison du mariage de Gillette de Bourgon avec Jean Hay des Nétumières dans la seconde moitié du XVIe siècle. Le Châtelet est érigé en marquisat en 1682. Le seigneur du Chastelet était aussi « seigneur fondateur et haut justicier de l'église parochiale [paroissiale] de Saint-Martin de Vitré ».
Paul Hay du Chastelet, né le 2 novembre 1592, conseiller au Parlement de Bretagne, puis maître des requêtes au Conseil d'État, représenta le pouvoir central comme commissaire du roi aux États de Bretagne à Nantes ; il fut le premier secrétaire perpétuel de l'Académie française et en rédigea les statuts. Il mourut le 5 avril 1634 et fut inhumé dans l'église Saint-André-des-Arts, mais son cœur fut apporté à Balazé. Son frère Daniel Hay du Chastelet, né le 23 octobre 1596 à Laval, fut curé d'Andouillé, prieur de Sainte-Croix de Vitré, doyen de la Collégiale Saint-Tugal de Laval et obtint le bénéfice de l'abbaye de Chambon; il fut aussi élu à l'Académie française où le 27e siège lui fut attribué ; il décéda le 20 avril 1671 à Laval. Le fils de Paul Hay du Chastelet, dénommé également Paul Hay du Chastelet, écrivit notamment en 1666 une "Histoire de Bertrand du Guesclin, connestable de France, etc.".
Vers 1650, Balazé était une paroisse composée de nombreux tisserands de lin (leur production étant écoulée par les marchands de Vitré), sabotiers, forgerons, la plupart étant également laboureurs. Une école de garçons existait à Balazé en 1694, tenue par Jean Douard ; une maison fut achetée en 1723 au bas du bourg par Maxime Floccard, alors recteur de Balazé, et Marie Le Gouverneur, « supérieure  des Filles de l'Instruction des écoles de Balazé », afin d'y établir une école de filles, laquelle fut fondée effectivement en 1726 grâce à un legs de Joseph-Jean Coccault, alors seigneur du Chastelet, au bénéfice des Sœurs de la Charité, qui tinrent également un bureau de charité dans la paroisse, s'installant donc en 1726 dans la paroisse.
Samuel du Bourdieu, sieur du Huchet en Balazé, de la Goulairie (en Saint-Aubin-des-Landes), et de La Bachulaye (en Pocé-les-Bois), huguenot, émigra en 1686 en Caroline du Sud.
Une épidémie de dysenterie fit des ravages en 1756 : « les paroisses les plus affligées sont celles de Balazé, Châtillon-en-Vendelais, Étrelles, Erbrée, Teillé [en fait Taillis), Saint-Christophe-des-Bois, Saint-Jean-sur-Vilaine et les environs de Saint-Martin de Vitré. Il y a, à ce qu'on m'a assuré, dans ces paroisses, quatre, cinq ou six enterrements par jour et, ce qu'il y a de plus touchant dans une pareille désolation, c'est que la plupart des gens de campagne s'abandonnent, et qu'ne quelques endroits on n'a pas pu faire la récolte de blé noir faute de monde » écrit le subdélégué Charil.

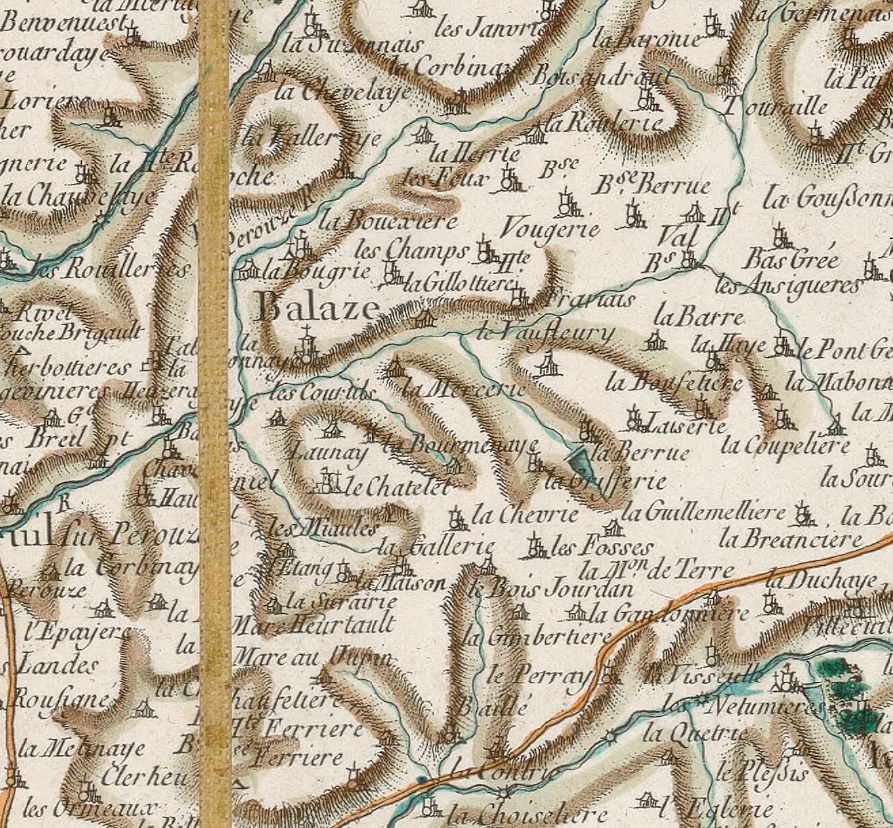
Carte de Cassini de la paroisse de Balazé et de ses environs (1772).

Jean-Baptiste Ogée décrit ainsi Balazé en 1778 :

« Balazé, à 8 lieues un sixième de Rennes, son évêché et à 1 lieue de Vitré, sa subdélégation. La cure de cette paroisse, qui ressortit au présidial de Rennes, est en la présentation de l'abbé de Saint-Melaine. On y compte 1800 communiants. Il s'exerce à Balazé trois hautes justices et une moyenne. (...) Ce territoire renferme (...) le château du Châtelet, avec les maisons de la Bougrie, la Gillotière, la Mercerie, le Vaufleury, les Courtils, Launaye et la Bourmenaye. Il est plein de vallons et de montagnes (sic) et coupé d'une quantité de ruisseaux qui, venant à se réunir, forment un des bras de la rivière de Canlache ; il est assez bien cultivé, les landes et les bois y sont rares. Tout le canton (pays), fertile en grains, foins et pâturages, est couvert de pommiers, dont les fruits servent à faire du cidre »

En 1785 on comptait dans la paroisse de Balazé une vingtaine de métairies « dont les fermiers ont toujours et sans interruption quatre bœufs » [de labour, signe de relative aisance].

### Révolution française
Le cahier de doléances de la paroisse de Balazé se trouve aux Archives départementales d'Ille-et-Vilaine. L'un de ses articles dit : « Le guet et garde que différents seigneurs se font payer à grands frais est un abus d'autant plus grand qu'il est devenu inutile par les soins que le gouvernement s'est donné pour veiller à la garde de tous et pour ainsi dire à nos seuls frais ». Les Balazéens se plaignent aussi de la corvée :  « Pour cause de corvée féodale, on nous force à quitter tous travaux, à abandonner nos récoltes aux hasards de tous les dangers auxquels la variété des saisons les expose », des banalités : « Un droit plus révoltant encore de suite de moulins nous asservit (...) », de la rétribution croissante des ecclésiastiques : « nous nous plaignons de ce qu'il soit ajouté chaque jour à la rétribution des ecclésiastiques (...) » , etc..
Jean Gohel, curé de Balazé, prêta le serment de fidélité à la Constitution civile du clergé, devenant donc prêtre jureur, mais fut visé par un attentat commis par les Chouans, sa maison fut pillée et il dût s'enfuir ; deux des Chouans furent condamnés à mort. Le 21 octobre 1792, des Chouans commirent des vols à Balazé : le  curé constitutionnel de Parcé, de la Hubaudière, écrit le 27 octobre aux administrateurs du district : « les cultivateurs des environs sont dans un état d'inquiétude et d'alarme qui me paraît assez fondé (...). Vendredi dernier le bruit se répandit que le tocsin avait sonné à Balazé, que les brigands s'étaient jetés sur cette paroisse, qu'une partie des habitants de Châtillon allaient au secours de Balazé, que les autres s'enfuyaient. Le premier officier de cette paroisse, faisant fonction de maire, s'empressa de me prévenir pour que j'eusse à me cacher ».
Le 27 octobre 1793, des administrateurs du district de Fougères écrivent : « Les cultivateurs sont dans un état d'inquiétude et d'alarme. Les brigands sont à Balazé, 15 brigands de la Petite Vendée à la tête desquels sont les Chouans frères. Il semble que ces hommes sont les mêmes que ceux qui firent une incursion à la mi-août dernier sur Montautour, Châtillon, Parcé ». Dans la seconde quinzaine de novembre 1793, des rassemblements suspects sont signalés à Argentré, Balazé, Champeaux, Châtillon, Cornillé, Étrelles, Montautour, Le Pertre, Taillis et Vergeal. Dans un rapport daté du 9 décembre 1793, les autorités d'Ernée écrivent que des paysans d'Argentré, Le Pertre, Mondevert, Erbrée, La Chapelle-Erbrée, Bréal, Saint-M'Hervé, Montautour et Balazé avaient « porté leurs grain aux insurgés pendant leur séjour à Laval ».
Balazé fait partie des communes déclarées totalement insurgées en 1793-1794. Au cours de l'année 1794, la force armée arrêta une centaine de Balaziens soupçonnés d'être ou d'avoir aidés des chouans. Ils seront emprisonnés au château de Vitré avant d'être interrogés et jugés par la commission militaire Fray-Vaugeois. Ces arrestations firent au moins une quinzaine de morts parmi les Balaziens  entre avril et juin 1794 d'après l'Etat-civil des décès de Balazé.
Une compagnie chouanne exista à Balazé ; elle était membre de la « colonne d'Izé », dirigée par Henri du Boishamon, qui elle-même dépendait de la division de Vitré de l'Armée catholique et royale de Rennes et de Fougères. La « colonne d'Izé » était divisée en plusieurs compagnies : la compagnie de Balazé (dont le capitaine était Louis Guillet, dit Sans-Malice et les lieutenants Louis Moquet, dit Sans-Rémission et Jean Mottier), la compagnie de Montreuil-sous-Pérouse et Saint-Christophe-des-Bois, la compagnie de Champeaux et Taillis, la compagnie d'Izé, la compagnie de Saint-Jean-sur-Vilaine, la compagnie de Princé et Montautour.
Le 5 juin 1795, de Couësbouc, responsable de la division de Vitré de l'Armée catholique et royale de Rennes et de Fougères, rassemble à Balazé 600 hommes, « dont les deux-tiers seulement armés de fusils. Le général Humbert se portait, le même jour, sur cette commune pour en tirer les blés. Les deux troupes se rencontrèrent près du château du Châtelet ; mais les royalistes, inférieurs en nombre, furent réduits à plier, après un combat très vif soutenu pendant une heure ». Les Chouans se replient sur Saint-M'Hervé, tandis que Humbert préfère regagner Vitré ; le lendemain se déroulait la bataille d'Argentré.

### LeXIXesiècle

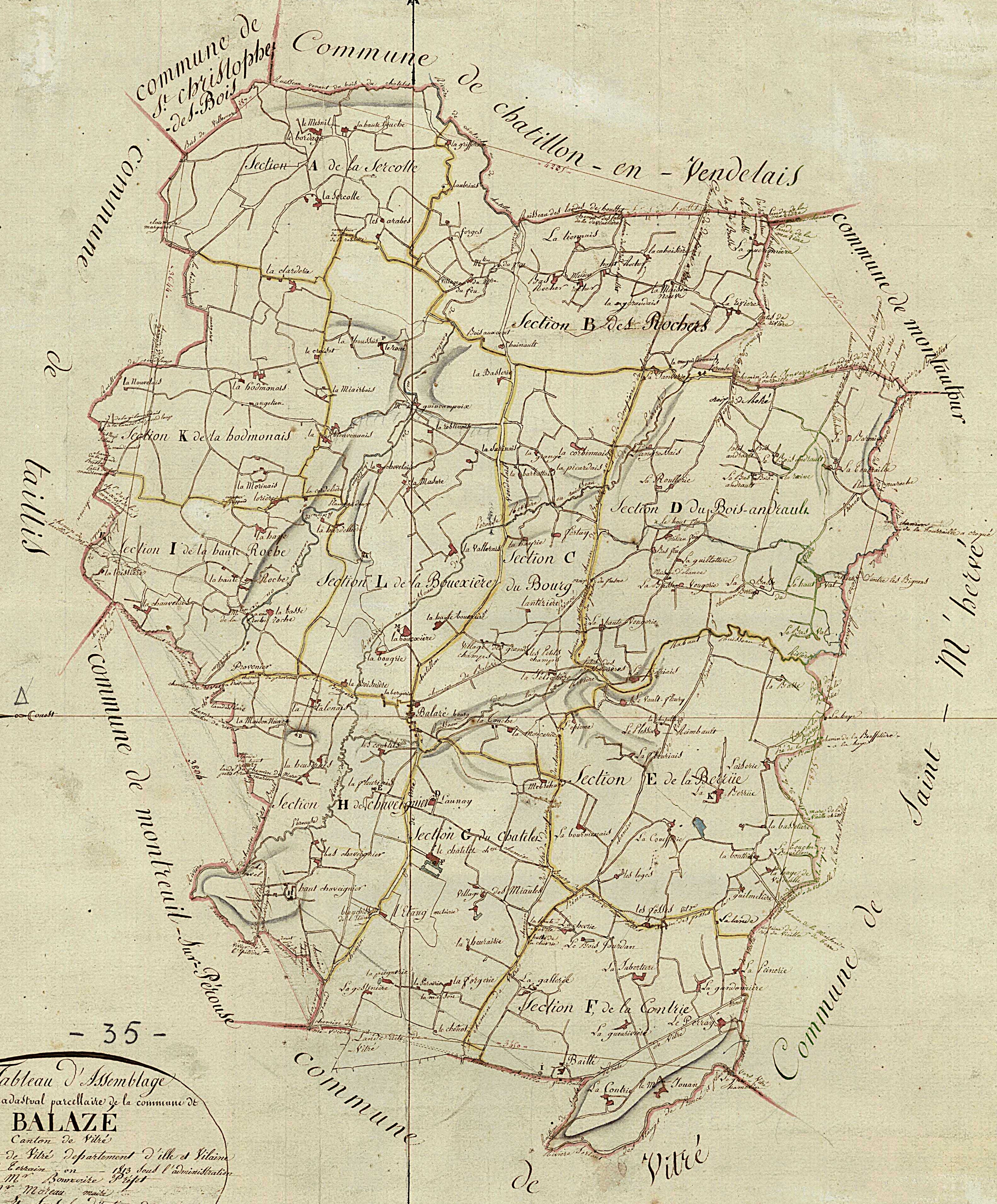
Balazé : plan cadastral datant de 1813 (tableau d'assemblage).

En 1830, la commune est dotée d'une institution de charité dirigée par trois Sœurs. Une école de garçons ouvrit en 1850, l'école des filles nettement plus tard.
Le 24 mai 1832, quelques échauffourées se produisirent sur la lande de Panloup en Balazé, ainsi qu'à Châtillon, Montreuil-sous-Pérouse et dans les environs lors de l'insurrection légitimiste de 1832, mais le combat principal fut celui de la lande de Toucheneau aux confins des communes de Vergeal et Saint-Germain-du-Pinel.
A. Marteville et P. Varin, continuateurs d'Ogée, décrivent ainsi Balazé en 1843 :

« Commune formée de l'ancienne paroisse du même nom, aujourd'hui succursale. (...) Principaux villages : la Sercole, le Bas, Haut et Milieu-Rocher, la Rivière, la Touraille, le Haut et le Bas-Val, la Berrue, le Perray, la Contrie, la Galerie, le Haut et le Bas-Chevaigné, la Beuserais, la Haute-Roche, la Morinais, la Homonais, la Clarderie, le Bois et le Bas Bois-Andrault, la Coufferie. Superficie totale : 3461 hectares (...) dont terres labourables 2357 ha, prés et pâtures 535 ha, bois 171 ha, jardins et vergers 40 ha, landes et incultes 206 ha, étangs 3 ha (...). Moulins : 3 (de la Basse-Roche, de Quincampoix, du Feu, à eau). (...) Le territoire est loin d'être plein de vallons et montagnes ; dans le nord seulement, quelques coteaux bordent le cours d'eau venant de l'étang de Châtillon. (...) Géologie : constitution granitique ; quartzite dans le nord et dans le sud. On parle le français [en fait le gallo]. »

Le projet de construction de la voie ferrée allant de Vitré à Fougères date de 1864 et la ligne est inaugurée le 25 août 1867 ; son inauguration est ainsi racontée par le journal  La Presse : « Le train entre sur le territoire de la commune de Balazé, où l'on commence à voir, au débouché des routes et des chemins, des agglomérations de paysans venus là, bannières et drapeaux déployés, pour saluer le cortège et acclamer en M. de Dalmas, leur député, l'auteur d'une si grande entreprise pour l'avenir du pays. Rien n'est plus pittoresque que la vue des coiffures des paysannes et les grands chapeaux des paysans. C'était un spectacle rempli d'attraits ». En 1875, le Conseil général d'Ille-et-Vilaine accepte de financer la construction d'un passage à niveau au croisement de la ligne ferroviaire allant de Vitré à Fougères avec le chemin de moyenne communication no 49 (actuel D 528).
L'église paroissiale Saint-Martin fut en grande partie reconstruite entre 1874 et 1878 : la nef et le chœur furent surélevés, toute la façade ouest modifiée, le clocher reconstruit en style néogothique par l'architecte Gelly. Une statue de saint Malo située dans l'église faisait traditionnellement l'objet d'une grande vénération : on venait de loin invoquer la statue contre le "mal Saint-Malo", probablement le catharre selon Henri de Kerbeuzec (pseudonyme usité par François Duine ; voir également cette page).
En juin 1876, 207 habitants de Balazé, hostiles à l'enseignement laïque, signent une pétition déposée à l'Assemblée nationale par le député monarchiste Henri de Kergariou et protestant contre les mesures gouvernementales en faveur de la liberté de l'enseignement. Entre 1876 et 1948, 14 postulantes originaires de Balazé entrèrent au couvent du Saint-Cœur de Vendôme : c'est la commune qui en a fourni le plus grand nombre. Les vocations religieuses furent nombreuses à Balazé tout au long des XIXe siècle et XXe siècle, y compris chez les hommes : par exemple le chanoine Amand Jallier, né en 1896 à Balazé, fut entre autres fonctions directeur du journal Le Nouvelliste de Bretagne, curé de Saint-Georges-de-Reintembault, curé-doyen de Saint-Sulpice de Fougères, curé-doyen de Saint-Étienne de Rennes, Léon Méhaignerie (fils d'Alexis Méhaignerie, maire et conseiller général), ou encore Joseph Brault, du village de la Bourmenais, ordonné prêtre en 1938.
En 1882, un rapport du Conseil général d'Ille-et-Vilaine indique que les communes de Mecé et Balazé ont présenté environ 86 cas de fièvre typhoïde et que 9 décès ont été enregistrés.
Paul Paris-Jallobert, recteur de Balazé à la fin du XIXe siècle et au début du XXe siècle, fut un érudit qui dépouilla de nombreux registres paroissiaux des anciens diocèses de Rennes, Dol et Saint-Malo.
Les mendiants étaient alors nombreux : par exemple le 13 décembre 1890, le cadavre d'un mendiant inconnu mort de froid est retrouvé à la ferme de la Roullerie.
Une expression méprisante stigmatisait les Balazéens ; dans le pays de Vitré, lorsqu'on voulait parler de quelqu'un à l'esprit lourd et borné, l'on disait (en gallo) : C'ti là est ben de Balazé.

### LeXXesiècle

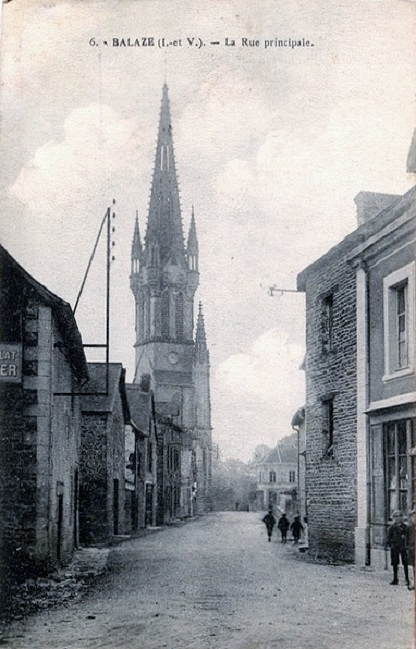
La rue principale de Balazé vers 1900

#### LaBelle Époque
Selon le journal La Croix, en 1891, 12 élèves sont inscrits à l'école laïcisée des garçons contre 109 à l'école "libre", congréganiste (tenue par les Frères de Ploërmel), laquelle est fermée en 1905 ; les religieuses de la Congrégation de Rillé qui enseignaient à l'école des filles furent expulsées, dont la directrice de l'école pendant une trentaine d'années, Rosalie Alix, connue en religion sous le nom de sœur Azélé. Une nouvelle école publique de garçons ouvre en 1905. Par arrêté préfectoral en date du 11 juillet 1907, l'école de filles de Balazé fut laïcisée.
Le Journal officiel du 13 mars 1903 indique que Louis Félix Ollivier, député des Côtes-du-Nord, a déposé sur le bureau de l'Assemblée nationale une pétition hostile à la politique menée par le gouvernement d'Émile Combes signée entre autres par 395 habitants de Balazé.
Le 8 mars 1906 eut lieu l'inventaire des biens d'église (une tentative avait déjà eu lieu les jours précédents, mais les agents du fisc s'étaient retirés en raison des protestations) : « à Pocé et à Balazé où les églises étaient bien gardées et barricadées ; malgré tout les crocheteurs ont effectué leur besogne ; l'attitude des populations est crâne et ferme, mais on sent l'inquiétude, la nervosité, et l'on peut dire que l'agitation va croissant ». Le Journal du 14 mars 1906 écrit : « À La Chapelle-Janson, Balazé, Saint-M'Hervé, les bourgs étaient barrés par des tas de fagots enflammés; les églises étaient entourées de charrettes enchevêtrées les unes dans les autres ; et les gendarmes étaient accueillis avec des gourdins et à coups de cailloux. Plusieurs officiers et plusieurs gendarmes ont été renversés et assez sérieusement blessés ». Le journal La Lanterne précise qu'à Balazé « les habitants (...) ont assailli les gendarmes et les ont jetés à bas de leurs chevaux. Un officier de gendarmerie a été piétiné ». Par un décret daté du 12 février 1910, les biens ayant appartenu à la fabrique de l'église de Balazé, et qui étaient placés sous séquestre, furent attribués au bureau de bienfaisance de la commune.
En 1908, le quai de la halte ferroviaire de Balazé est allongé, mais la compagnie ferroviaire n'accepte la construction d'un abri pour les voyageurs qu'à la condition que celui-ci soit financé par la commune.
En 1909, la commune de Balazé adhère au plan du troisième réseau téléphonique départemental, afin que la commune soit desservie par le téléphone.

#### La Première Guerre mondiale
La médaille de vermeil de la Reconnaissance française fut conférée à Mme de Kermoysan, née Micheline du Pontavice, qui créa pendant la Première Guerre mondiale un hôpital auxiliaire dans sa propriété du Châtelet, remplissant « les fonctions d'infirmière, donnant aux blessés et aux malades les soins les plus dévoués et dirigeant avec compétence les différents services de cette formation ».
Le monument aux morts de Balazé porte les noms de 93 soldats morts pour la France pendant la Première Guerre mondiale. Parmi eux, 13 sont morts sur le front belge dont 9 (Jean Baudy, Michel Chesnais, Constant Guillois, Pierre Martinais, Pierre Meneux (ces trois derniers cités le même jour, le 22 août 1914 à Virton) , Alexandre Morel, Jean-Marie Portais, Alexis Robert, Joseph Rubion, la plupart dans le cadre de la Première bataille d'Ypres) dès l'année 1914, 1 (Jean Gadbois) en 1915 à Kortekeer Cabaret, 1 (Aimable Martin) en 1916, 2 (Auguste Guillois, Célestin Pestel en 1918. Un soldat (Pierre Le Rétif) est mort en captivité en Allemagne en 1916 ; tous les autres sont décédés sur le sol français ; parmi eux, trois (François Boyère, Jean Chesnel, Pierre Grimault) ont été décorés de la Médaille militaire et de la Croix de guerre et 1 (Isidore Leray) de la Croix de guerre.
Le monument aux morts de Balazé fut inauguré le 2 octobre 1921 lors d'une imposante cérémonie réunissant personnalités politiques et religieuses, et qui fut l'occasion d'une grande fête locale.
Joseph Jean Beaudouin, marsouin au 2e régiment d'infanterie coloniale, reçut en 1922 à titre posthume la Médaille militaire et la Croix de guerre avec étoile de bronze, avec la citation suivante : « Brave soldat, tombé glorieusement pour la France le 10 octobre 1917 à Hertebois » [en fait lieu-dit de la commune d'Ornes (Meuse)]. Il en fut de même pour Jean-Marie Gaigne, soldat du 239e régiment d'infanterie, en janvier 1923, avec la citation suivante : « Brave soldat, tombé glorieusement pour la France, le 24 juin 1916, à Douaumont », pour Pierre-Marie Guillet avec la citation suivante : « Soldat courageux et dévoué, tombé glorieusement à son poste de combat le 9 mai 1915 à Roclincourt » (Pas-de-Calais) et pour Pierre Leray, soldat au 313e régiment d'infanterie, avec la citation suivante : « Brave soldat qui a donné au cours de la campagne des preuves d'un dévouement exemplaire. Mort pour la France le 3 janvier 1917, des suites de glorieuses blessures reçues à Juvincourt » (Aisne).. mais cette citation est erronée car Pierre Leray est en fait décédé le 4 juin 1917 à Guyencourt (Aisne). Pierre Tienvrot, soldat du 124e régiment d'infanterie, fut décoré à titre posthume de la Médaille militaire en 1922 avec la citation suivante: « Brave soldat. Belle attitude au feu.Tué à l'ennemi le 24 septembre 1914 au combat de Cressy » (Somme), de même qu'Eugène Forget, soldat au 1er régiment d'infanterie coloniale du Maroc, avec la citation suivante : « Brave soldat, blessé mortellement le 4 octobre 1918 devant Bully-Grenay en faisant vaillamment son devoir », mais cette citation est erronée car Eugène Forget est en fait mort des suites de blessures de guerre le 15 octobre 1915 à Nœux-les-Mines (Pas-de-Calais).
Louis Bonnan, de la Chevrie, grand mutilé de guerre, fut fait chevalier de la Légion d'honneur lors de la Fête de Jeanne d'Arc le 11 mai 1934.

#### L'Entre-deux-guerres
Balazé disposait d'une halte ferroviaire sur la ligne allant de Vitré à Fougères, mais tous les trains ne s'y arrêtaient pas en 1921, en particulier le premier train du matin et le dernier train du soir. À la suite des demandes émises, la compagnie ferroviaire accepta en 1922 que, le samedi matin seulement, jour de marché à Fougères, le premier train du matin s'y arrêtât, ce qui n'était pas le cas jusque-là. Une ligne régulière d'autocars allant de Vitré à Fougères et passant par Balazé ouvrit en 1930.
En 1926, l'école publique de Balazé n'avait qu'un seul élève.
L'association La Jeanne d'Arc de Balazé, dont les buts initialement déclarés sont la préparation militaire et l'éducation physique et dont le siège est installé à l'école libre de Balazé, est déclarée officiellement le 24 mars 1932. Pendant le reste de la décennie 1930, l'abbé Lizion était à la tête de la fanfare Jeanne-d'Arc de Balazé, qui animait les fêtes et cérémonies locales, par exemple la fête locale de Balazé du dimanche 26 juin 1932 ou encore la clôture de la mission paroissiale de septembre 1932, avec son imposant défilé. Le 5 novembre 1933, fut inauguré par Mgr Mignen le nouveau patronage de Balazé.
Le 30 décembre 1930, un cyclone, arrachant arbres et toitures, fit des dégâts importants à Balazé, Saint-M'Hervé et Vitré.
En 1938, on enregistra à Balazé 39 naissances, 15 décès et 14 mariages.

#### La Seconde Guerre mondiale
Le monument aux morts de Balazé porte les noms de 8 personnes mortes pour la France pendant la Seconde Guerre mondiale ; parmi elles Joseph Beunel, soldat disparu en mer lors de la bataille de Dunkerque au large de Dunkerque le 1er juin 1940 ; Ange Renoux, Jean Lancelot et Marcel Meur morts lors de la Débâcle ; Armand Boismartel, mort en captivité en Autriche en 1941 ; Alfred Poulard et Pierre Louin, morts en captivité en Allemagne ; Alfred Robine, qui était prisonnier de guerre, est mort en Dordogne en 1941 alors qu'il était rapatrié sanitaire.

#### L'après Seconde Guerre mondiale
Un soldat originaire de Balazé (Joseph Fougeray) est mort pendant la guerre d'Indochine et quatre (Auguste Hellandais, Pierre Leduby, Paul Lenin, Jean Monnerie) pendant la guerre d'Algérie.
La voie ferrée Vitré-Fougères a fermé son service voyageurs le 6 mars 1972.

## Démographie
L'évolution du nombre d'habitants est connue à travers les recensements de la population effectués dans la commune depuis 1793. Pour les communes de moins de 10 000 habitants, une enquête de recensement portant sur toute la population est réalisée tous les cinq ans, les populations de référence des années intermédiaires étant quant à elles estimées par interpolation ou extrapolation. Pour la commune, le premier recensement exhaustif entrant dans le cadre du nouveau dispositif a été réalisé en 2007.
En 2022, la commune comptait 2 181 habitants, en évolution de −3,02 % par rapport à 2016 (Ille-et-Vilaine : +5,46 %, France hors Mayotte : +2,11 %).
La population communale continue de croître avec la construction de nouveaux quartiers de lotissements.
| 1793  | 1800  | 1806  | 1821  | 1831  | 1836  | 1841  | 1846  | 1851  |
| ----- | ----- | ----- | ----- | ----- | ----- | ----- | ----- | ----- |
| 2 036 | 1 570 | 1 740 | 1 961 | 1 972 | 1 878 | 1 790 | 1 766 | 1 802 |

| 1856  | 1861  | 1866  | 1872  | 1876  | 1881  | 1886  | 1891  | 1896  |
| ----- | ----- | ----- | ----- | ----- | ----- | ----- | ----- | ----- |
| 1 872 | 1 877 | 1 827 | 1 755 | 1 825 | 1 848 | 1 864 | 1 825 | 1 744 |

| 1901  | 1906  | 1911  | 1921  | 1926  | 1931  | 1936  | 1946  | 1954  |
| ----- | ----- | ----- | ----- | ----- | ----- | ----- | ----- | ----- |
| 1 694 | 1 718 | 1 694 | 1 501 | 1 524 | 1 490 | 1 503 | 1 503 | 1 383 |

| 1962  | 1968  | 1975  | 1982  | 1990  | 1999  | 2006  | 2007  | 2012  |
| ----- | ----- | ----- | ----- | ----- | ----- | ----- | ----- | ----- |
| 1 269 | 1 268 | 1 372 | 1 512 | 1 711 | 1 914 | 2 062 | 2 083 | 2 245 |

| 2017  | 2022  | - | - | - | - | - | - | - |
| ----- | ----- | - | - | - | - | - | - | - |
| 2 228 | 2 181 | - | - | - | - | - | - | - |

## Culture locale et patrimoine

### Lieux et monuments

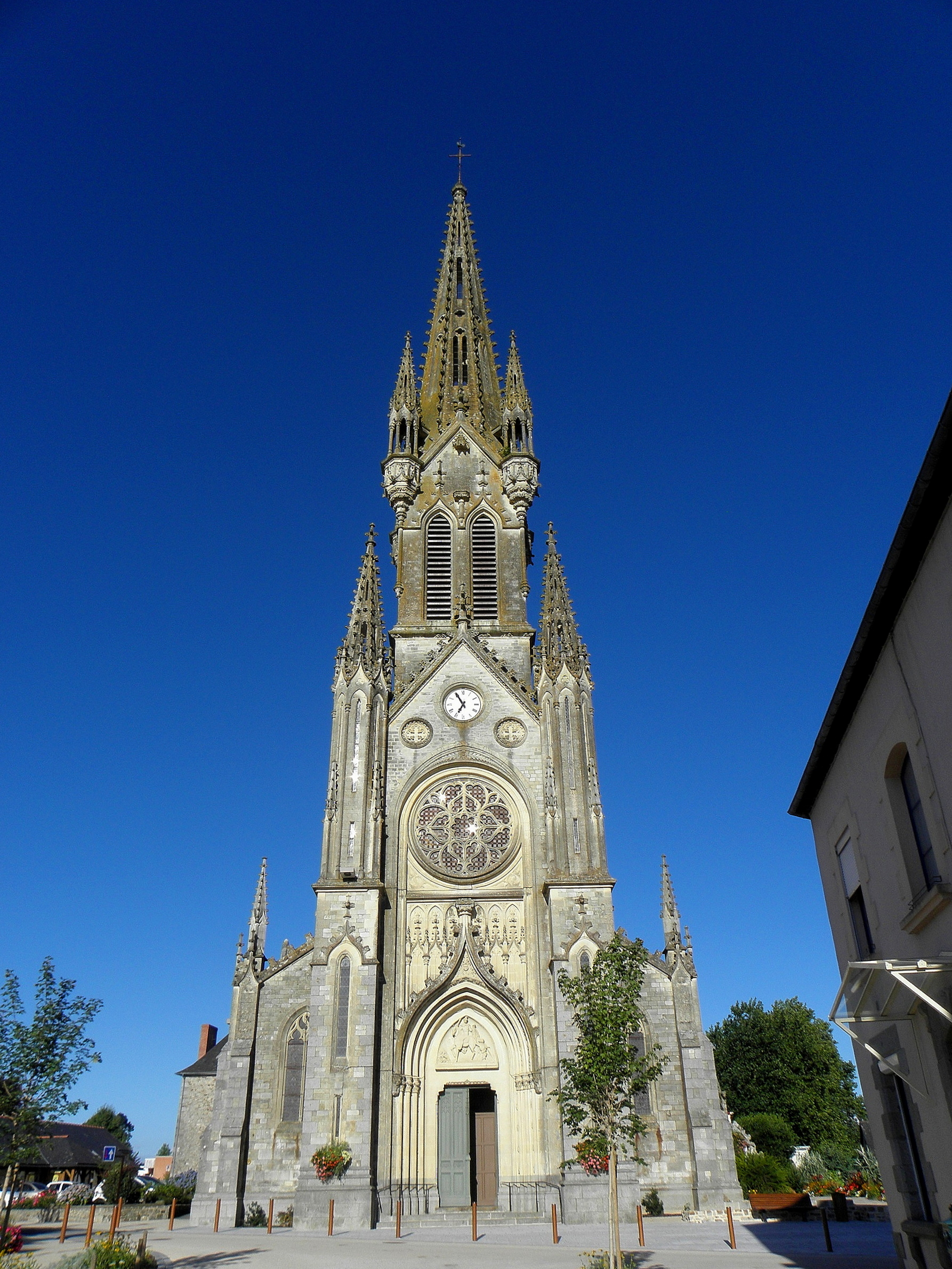
L'église Saint-Martin.

La commune ne compte aucun monument historique. Parmi les éléments notables du patrimoine, on peut signaler :
- Château de Châtelet (XVIIe – XIXe siècle).
- L'église Saint-Martin (XVe-XVIe-XVIIe-XIXe – XXe siècle).
- Ancien presbytère (1769-XIXe siècle).

La commune accueille un parc éolien depuis 2010.

### Personnalités liées à la commune
- Alexis Méhaignerie (1899 à Balazé - 1976), ancien député, maire de la commune de 1945 à 1976.
- Pierre Méhaignerie, fils du précédent, député-maire de Vitré, ancien ministre, né en 1939 à Balazé.

### Héraldique
| Blason | Blasonnement : D'or au lion de sable, accompagné de trois billettes du même. |